# Pericyma pallidior
Pericyma pallidior är en fjärilsart som beskrevs av Embrik Strand 1917. Pericyma pallidior ingår i släktet Pericyma och familjen nattflyn. Inga underarter finns listade i Catalogue of Life.